# Adriana Vilagoš
Adriana Vilagoš (en cirílico serbio: Адриана Вилагош) (2 de enero de 2004) es una atleta serbia especializada en el lanzamiento de jabalina.

## Carrera deportiva
Comenzó su carrera deportiva como lanzadora en 2017, en las categorías infantiles, compitiendo en diversos torneos regionales y nacionales de serbio. En 2019 participaría en su primer Campeonato de Atletismo de los Balcanes, en la categoría Sub-18, en la que resultó ganadora del oro tras un lanzamiento de 62,31 metros. Al año siguiente, en 2020, repetiría en el torneo, ahora en las filas Sub-20, y volvería al podio con una medalla de bronce tras registrar 53,78 metros de marca. Sería este mismo año cuando se apuntaría otro tanto deportivo al establecer un nuevo récord mundial Sub-18 con la jabalina de 500 gramos en Sremska Mitrovica con 68,76 metros, reemplazando a la griega Elina Tzengko, que lo había establecido el año anterior.
En 2021, una de las primeras competiciones internacionales a las que asistió fue la Copa Europea de Lanzamiento Sub-23, que ese año tenía lugar en la ciudad de Split (Croacia), y en la que llegaría a lo más alto del podio con un lanzamiento de 60,22 metros, marcando un nuevo récord personal. Poco más tarde, repetiría en el Campeonato de Atletismo de los Balcanes Sub-20, donde lograría un nuevo oro gracias a un lanzamiento de 57,33 metros. La temporada balcánica no terminó para la deportista serbia, quien una semana después volvía a retomar la actividad en la etapa senior que se celebraba en su país natal, en la ciudad de Smederevo, y en la que se llevaría la medalla de plata con 60,94 metros de marca, que supuso incluir un nuevo récord a su carrera.
A mediados de julio, en la capital estonia, compitió en el Campeonato Europeo de Atletismo Sub-20, donde pese a bajar el ratio de lanzamiento llegó a consolidar una nueva plata a su trayectoria con 60,44 metros de distancia. Posteriormente, en el Campeonato Mundial de Atletismo Sub-20 celebrado en Nairobi (Kenia), conseguiría la mejor marca mundial de 2021 en la categoría al registrar 61,46 metros de lanzamiento de jabalina, colgándose un nuevo oro.
El 14 de septiembre de 2021, en la quinta edición del JenJavelin Festival de Jena (Alemania), Vilagoš volvería a superar sus marcas y lograría el mejor resultado europeo para una atleta Sub-18 en el lanzamiento con jabalina a sus 17 años. Los 62,36 metros a los que llegó rompió el mejor récord europeo para un Sub-18 con la jabalina senior, llegando a incluir su marca en el quinto lugar mundial de los Sub-20 de todos los tiempos, y el tercero mejor de Europa.
En 2022 ya pasó el portón de las ediciones absolutas, participando primero en los Juegos Mediterráneos de Orán (Argelia), donde consiguió el oro con un lanzamiento de 60,22 metros; y posteriormente la plata en el Campeonato Europeo de Atletismo de Múnich (Alemania), con 62,01 metros de distancia.

## Resultados por competición

### Por temporada
| Representando a Serbia | Representando a Serbia                         | Representando a Serbia | Representando a Serbia | Representando a Serbia | Representando a Serbia |
| ---------------------- | ---------------------------------------------- | ---------------------- | ---------------------- | ---------------------- | ---------------------- |
| Año                    | Competición                                    | Lugar                  | Puesto                 | Marca (m.)             |                        |
| 2019                   | Campeonato de Atletismo de los Balcanes Sub-18 | Estambul               | 1ª                     | 62,31                  |                        |
| 2020                   | Campeonato de Atletismo de los Balcanes Sub-20 | Estambul               | 3ª                     | 53,78                  |                        |
| 2021                   | Copa Europea de Lanzamiento Sub-23             | Split                  | 1ª                     | 60,22                  |                        |
| 2021                   | Campeonato de Atletismo de los Balcanes Sub-20 | Estambul               | 1ª                     | 57,33                  |                        |
| 2021                   | Campeonato de Atletismo de los Balcanes        | Smederevo              | 2ª                     | 60,94                  |                        |
| 2021                   | Campeonato Europeo de Atletismo Sub-20         | Tallin                 | 2ª                     | 60,44                  |                        |
| 2021                   | Campeonato Mundial de Atletismo Sub-20         | Nairobi                | 1ª                     | 61,46                  |                        |
| 2022                   | Juegos Mediterráneos                           | Orán                   | 1ª                     | 60,22                  |                        |
| 2022                   | Campeonato Europeo de Atletismo                | Múnich                 | 2ª                     | 62,01                  |                        |
| 2023                   | Campeonato Europeo de Atletismo Sub-20         | Jerusalén              | 1ª                     | 58,38                  |                        |

### Mejores marcas
| Disciplina                       | Marca    | Lugar             | Fecha                    |
| -------------------------------- | -------- | ----------------- | ------------------------ |
| Lanzamiento de disco             | 33,39 m. | Sremska Mitrovica | 21 de marzo de 2021      |
| Lanzamiento de jabalina (500 g.) | 70,10 m. | Kraljevo          | 14 de agosto de 2021     |
| Lanzamiento de jabalina          | 62,36 m. | Zagreb            | 14 de septiembre de 2021 |